# کلیپر
فضاپیمای کلیپر (به روسی: Клипер) فضاپیمای قابل استفاده مجددی است که قرار بود جایگزین فضاپیمای سایوز شود.
قرار بود در ۲ مدل ساخته شود.
این پروژه به ppts تغییر داده شد.

## نگارخانه

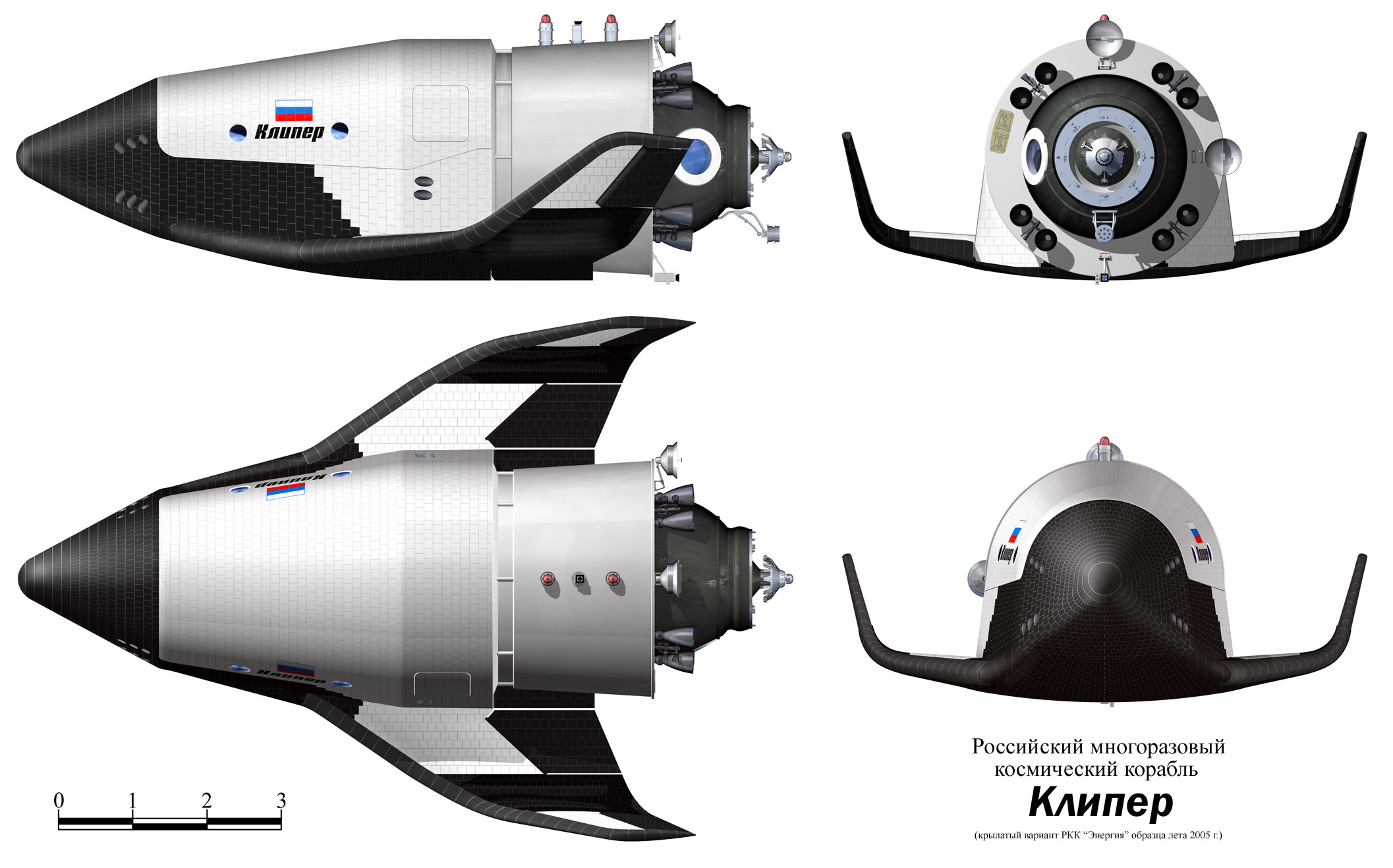
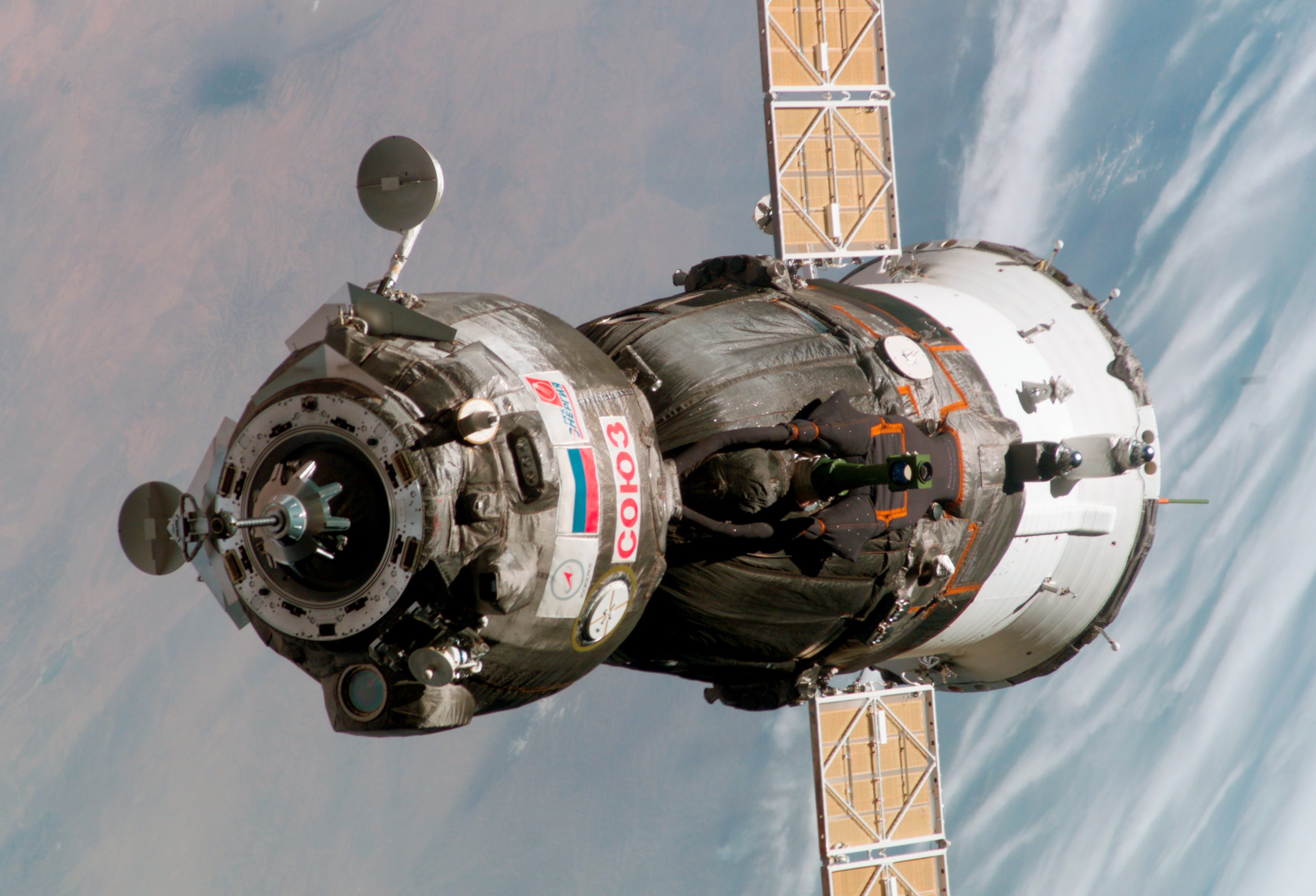
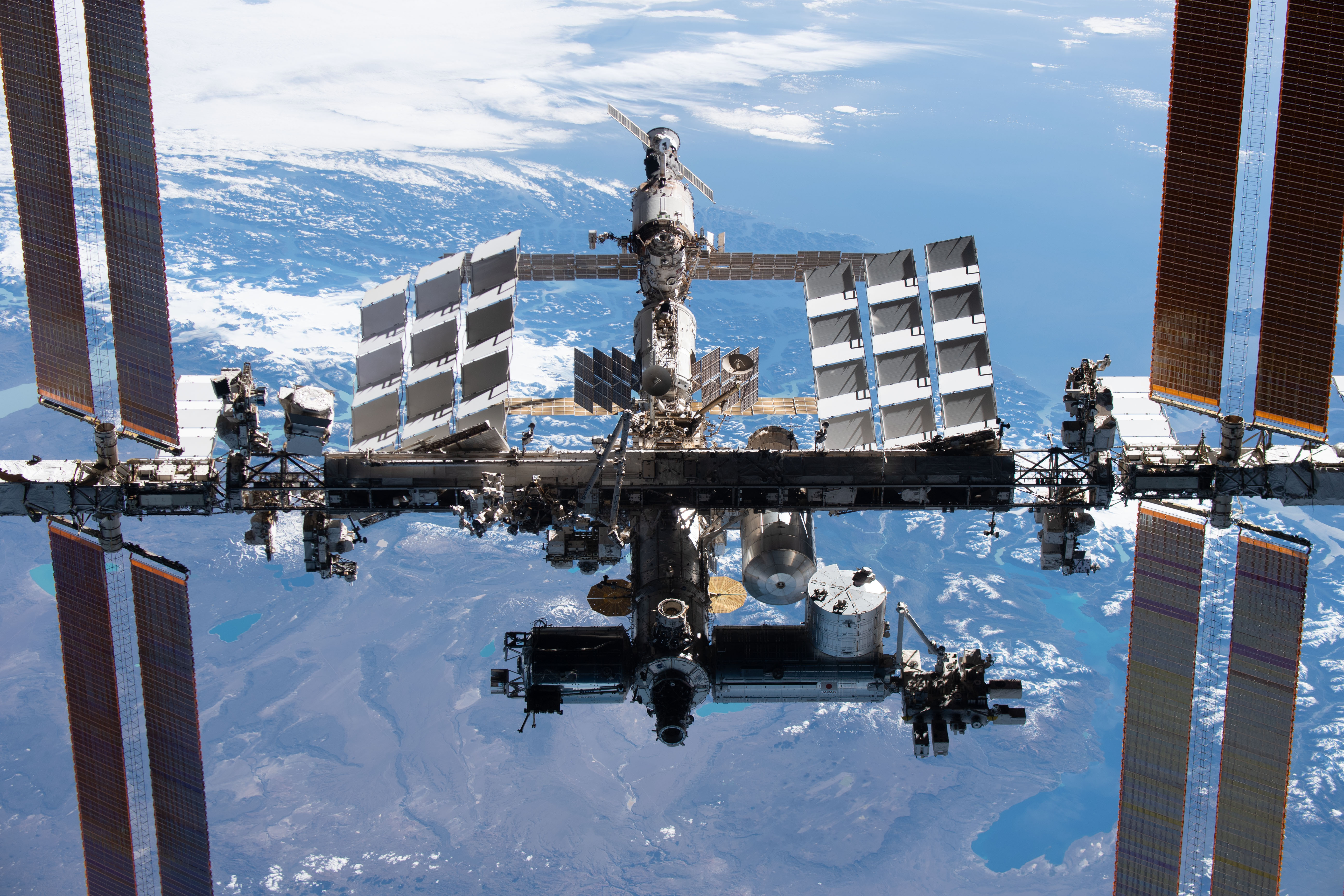